# Frank Vignola
Frank Vignola (nacido el 30 de diciembre de 1965) es un guitarrista de jazz estadounidense. Ha tocado en los géneros de swing, fusión, gypsy jazz, clásica y pop.

## Carrera
Creció en Long Island, Nueva York. Su padre tocaba el acordeón y el banjo y su hermano toca la trompeta. Cuando tenía cinco años, tomó la guitarra, aprendiendo de su padre y de los discos de Django Reinhardt, Bucky Pizzarelli, Joe Pass y Johnny Smith.  A los 12 años se inició en el banjo, y dos años más tarde ganó un campeonato nacional en Canadá. 
En Long Island, estudió guitarra en el Cultural Arts Center.  Al principio de su carrera, iba a tiendas de discos usados para comprar álbumes de músicos cuyo trabajo no conocía, para poder estudiar su música. 
En 1987, cuando tenía 23 años, formó el Hot Club Quintet, que lleva el nombre del Quintette du Hot Club de France. A principios de la década de 1990, estaba en la ciudad de Nueva York, tocando en grupos con Max Morath, Andy Stein, Herman Foster, Joe Ascione y el tuba Sam Pilafian. Formó el Concord Jazz Collective con los veteranos guitarristas Howard Alden y Jimmy Bruno.  La lista de músicos con los que ha trabajado incluye a Leon Redbone, Ken Peplowski, Susannah McCorkle, Charlie Byrd, Joey DeFrancesco, Gene Bertoncini, Johnny Frigo, Bucky Pizzarelli, Wynton Marsalis, David Grisman, Jane Monheit, Mark O'Connor y Donald Fagen.
Ha escrito más de quince libros instructivos para Mel Bay, ha producido varios DVD instructivos e imparte cursos en Internet.  Apareció en los programas de televisión de PBS Tommy Emmanuel and Friends y Four Generations of Guitar . 
En mayo de 2017, sufrió un grave accidente de vehículo todo terreno cuando fue arrojado contra un árbol y sufrió muchas lesiones. En noviembre de 2017, su amigo y compañero guitarrista Tommy Emmanuel publicó una actualización sobre el estado de Vignola, afirmando que no podría tocar la guitarra y que solo podría recuperarse después de muchas cirugías y un largo período de fisioterapia. Sin embargo, en mayo de 2018 se había recuperado y volvía a actuar. 

## Discografía

### Como líder
- Appel Direct (Concord Jazz, 1993)
- Makin' Whoopee con Sam Pilafian (Telarc, 1993)
- Let It Happen (Concord Jazz, 1994)
- Concord Jazz Guitar Collective con Howard Alden, Jimmy Bruno (Concord Jazz, 1995)
- Cookin' con Frank y Sam (Concord Jazz, 1995)
- Look Right, Jog Left (Concord Vista 1996)
- Deja Vu (Concord Vista, 1999)
- Django Lives con Hot Club USA (Koch, 1999)
- Without a Doubt con Joe Ascione, Mark Egan, Frank Wess (Koch, 2000)
- Off Broadway (Nagel-Heyer, 2000)
- Autumn Leaves at Astley's con Gene Bertoncini (True Track, 2001)
- Hot Swing! con Mark O'Connor (OMAC, 2001)
- Blues for a Gypsy (Acoustic Disc, 2001)
- Meeting of the Grooves con Gene Bertoncini (Azica, 2002)
- Stringin' the Blues: A Tribute to Eddie Lang con Bucky Pizzarelli, Howard Alden, Al Viola, Marty Grosz (Jazzology, 2003)
- Moonglow con Bucky Pizzarelli (Hyena, 2005)
- Vignola Plays Gershwin (Mel Bay, 2006)
- MaMaVig con Jamie Masefield, Gary Mazzaroppi (self-produced, 2007)
- The Living Room Sessions con David Grisman (Acoustic Disc, 2007)
- Standards (Self-Released, 2009)
- Just Between Frets con Tommy Emmanuel (Solid Air, 2009)
- Gypsy Grass con The Vignola Collective (Dare, 2009)
- 100 Years of Django (Azica, 2010)
- Jam Session con Mark O'Connor, Chris Thile (OMAC, 2010)
- An Evening With... con Vinny Raniolo (2011)
- Jersey Guitar Mafia (Showplace Music Productions, 2011)
- First Time Together! con David Grisman, Martin Taylor (Acoustic Disc, 2012)
- Beloved Earth Songs con Vinny Raniolo (2013)
- Swing Zing! con Vinny Raniolo (2015)
- Frank 'n' Dawg: Melody Monsters con David Grisman (Acoustic Disc, 2017)

### Como acompañante
Con León Redbone
- Sugar (Private Music, 1990)
- Up a Lazy River (Blue Thumb, 1992)
- Whistling in the Wind (Private Music, 1994)
- Any Time (Blue Thumb, 2001)
- Live October 26, 1992 the Olympia Theater Paris, France (Rounder, 2005)

Con otros
- Karrin Allyson, Fujitsu-Concord 27th Jazz Festival (Concord 1996)
- Charlie Byrd, Du Hot Club de Concord (Concord, 1995)
- John Bunch, Plays the Music of Ivring Berlin (Except One) (Arbors, 2008)
- John Bunch, Do Not Disturb (Arbors, 2010)
- Alexis Cole & Bucky Pizzarelli, A Beautiful Friendship (Venus, 2015)
- Joey DeFrancesco, Joey DeFrancesco's Goodfellas (Concord Jazz, 1999)
- Empire Brass, Braggin' in Brass (Telarc, 1991)
- Vincent DiMartino, Allen Vizzutti, Bobby Shew, Trumpet Summit (Summit, 1995)
- Peter Ecklund, Peter Ecklund and the Melody Makers (Stomp Off, 1988)
- Peter Ecklund, Strings Attached (Arbors, 1996)
- Tommy Emmanuel, Tommy Emmanuel & Friends Live from the Balboa Theatre (KPB 2011)
- Tommy Emmanuel, Accomplice One (CGP, 2018)
- Lars Erstrand, Beautiful Friendship (Sittel, 1992)
- Donald Fagen, Morph the Cat (Reprise, 2006)
- Johnny Frigo, Johnny Frigo's DNA Exposed! (Arbors, 2001)
- David Grisman, At Jazz Alley (Acoustic Disc, 2008)
- Marty Grosz, Marty Grosz and the Keepers of the Flame (and the Imps) (Stomp Off, 1987)
- JaLaLa, That Old Mercer Magic! (Dare, 2009)
- Jon-Erik Kellso, Chapter I (Arbors, 1993)
- Barbara Lea, Bob Dorough, Dick Sudhalter, Hoagy's Children: Songs of Hoagy Carmichael Volume One (Audiophile, 1994)
- George Masso, Dan Barrett, Let's Be Buddies (Arbors, 1994)
- Susannah McCorkle, From Broadway to Bebop (Concord Jazz, 1994)
- Jane Monheit, The Lovers, the Dreamers and Me (Concord 2008)
- Jane Monheit, Home (EmArcy, 2010)
- Mark O'Connor, In Full Swing (Odyssey, 2003)
- Mark O'Connor, Live in New York (OMAC, 2005)
- Orphan Newsboys, Laughing at Life (Stomp Off, 1991)
- Bucky Pizzarelli, Don't Blame Me (Acoustic Disc, 2007)
- Bucky Pizzarelli, So Hard to Forget (Arbors, 2008)
- Nicki Parrott, Sentimental Journey (Venus, 2015)
- Nicki Parrott, Yesterday Once More: The Carpenters Song Book
- Sam Pilafian,  Travelin' Light (Telarc, 1991)
- Andy Stein, Goin' Places (Stomp Off, 1987)
- Dick Sudhalter, Melodies Heard...Melodies Sweet (Challenge, 1999)
- Lucy Woodward, Hooked! (Verve, 2010)